# 顏文樑
颜文樑（1893年7月20日—1988年5月1日），字棟臣，江蘇蘇州人，中國畫家，教育家，中國第一代油畫開拓者，中國現代繪畫的奠基人之一，與徐悲鴻、林風眠和劉海粟並稱「四大校長」。顏文樑與朱士傑、胡粹中創辦蘇州美術專科學校（後合併並改名為南京藝術學院）並在1927年建立蘇州美術館。顏文樑於1928年前往法國巴黎高等美術專科學校學習，並在1932年回國後歷任蘇州美專校長、中央大學美術系主任、中央美術院華東分院院長、浙江美術學院副院長及中央美術學院教授等職務，在教育領地上開疆拓土。顏文樑的作品著重寫實精神，善於以西方的表現手法融以東方的審美和民族精神，創造了獨特的藝術風格，是中國現代寫實主義繪畫的代表。

## 生平
颜文樑自小從父學習水墨畫。其父為顏元（1860年－1934年），字純生，晚號半聾居士，為清末民初蘇州畫苑耆宿。顏元是「海上四任」之首任熊的弟子，善花鳥，與任伯年、吳昌碩、陸廉夫、顧鶴逸是時相顧從的朋友。

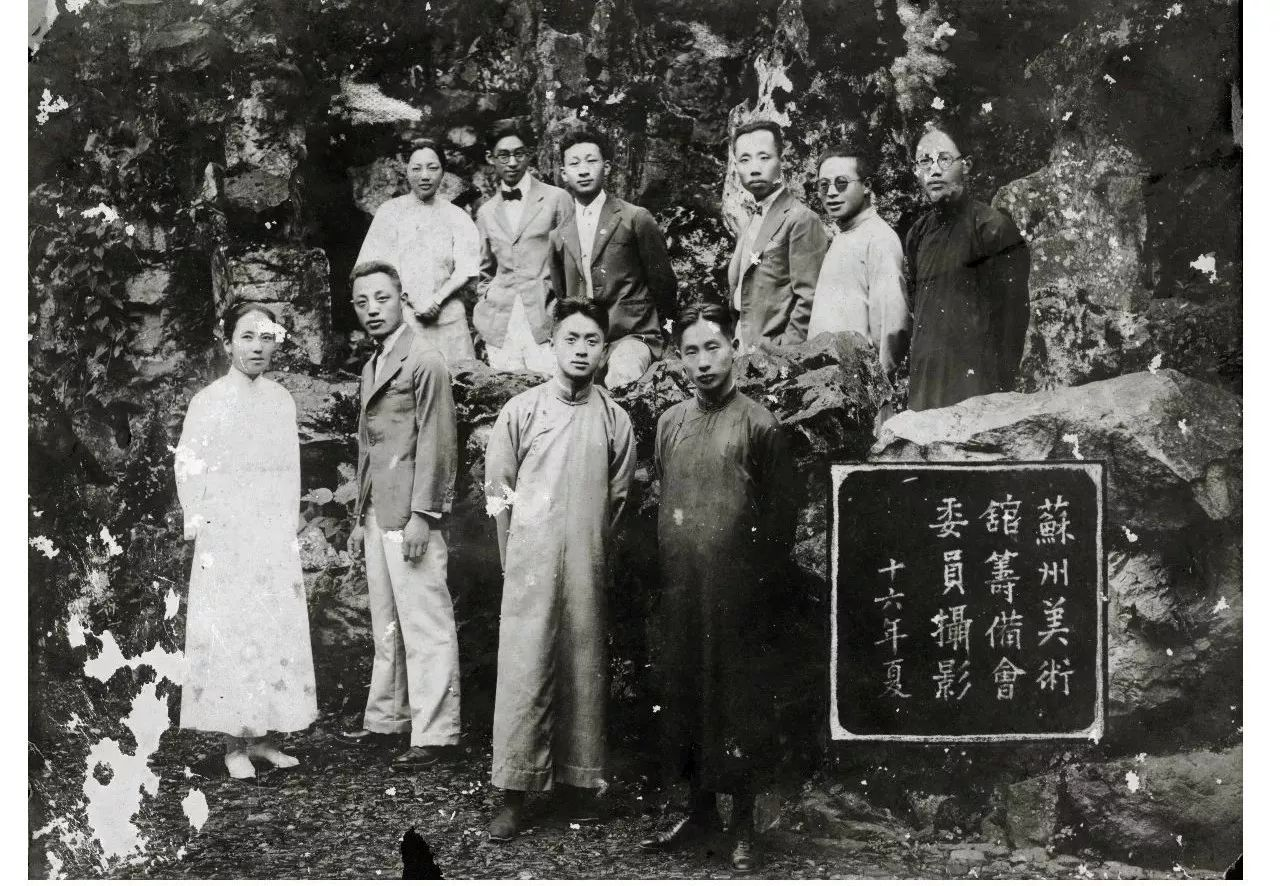
1927年蘇州美術館籌備委員會合影（後排右三為顏文樑，後排左二為蘇州美術館首任館長黃覺寺）

1899年，6歲的顏文樑入讀私塾，8歲正式從師學習花鳥和水彩，12歲即臨摹《芥子園畫譜》，13歲就曾臨摹胡三橋的畫作《鍾馗》。吳昌碩見而嘉之，在其畫上題字。
1906年，顏文樑入讀了王同愈在蘇州創辦了的長元吳公立高等小學堂，並遇到了美術老師羅樹敏，由此開始學習西洋畫。
1909年 ，在上海商務印書館學習銅板技術，在日本畫家松岡正識指導下學水彩畫。1910年6月，時任兩江總督端方主持創辦的「南洋勸業會」在南京舉行，是中國歷史上首次以官方名義主辦的國際性博覽會。顏文樑的鉛筆畫《蘇州火車站》被學校推薦，在會上展出。
1912年，顏文樑辭工回到蘇州，開始潛心學習西畫，自己也研究試制了油畫顏料，經反复試驗，以松香水、魚油、顏料等混合成顏料，以此臨摹西洋油畫。顏文樑用自製顏料創作了第一幅油畫作品《石湖串月》。
1916年，顏文樑被聘為吳江縣立中學圖畫教員，并在翌年應邀為上海「來青閣」書坊主人楊壽祺畫了16幅水彩風景畫，交付商務印書館，以三色版彩色印刷，廣而銷行。
1919年，顏文樑與潘振霄、徐詠清等組織了「蘇州美術畫賽會」。這是中國美術史上第一個全國性的美術展覽會，以「提倡畫術，互相策勵，僅資瀏覽，不加評判」為宗旨，徵集了蘇州及全國各地中西畫家作品以陳列展覽，集國粹畫、油色畫、水色畫、鋼筆畫、鉛畫、碳畫、蠟畫、漆畫等。「蘇州美術賽畫會」每年舉辦一次，展覽兩周，持續了二十年并未間斷。
1922年9月，顏文樑與胡粹中、朱士傑正式辦起蘇州美術學校，顏文樑擔任校長。蘇州美術學校借用滄浪亭三賢祠河南會館房舍辦學，並招女生入學，為蘇州男女同校之始。顏文樑與朱士傑、胡粹中作為蘇州美專的創始人，被畫界稱譽為「滄浪三傑」。
1928年，顏文樑在徐悲鴻及胡、朱等的鼓勵下，決心赴法深造。1928年年9月，顏文樑乘「帕朵斯號」郵輪遠赴法國巴黎留學，並在法國進入巴黎國立高等美術學校，與方幹民和周碧初同學。

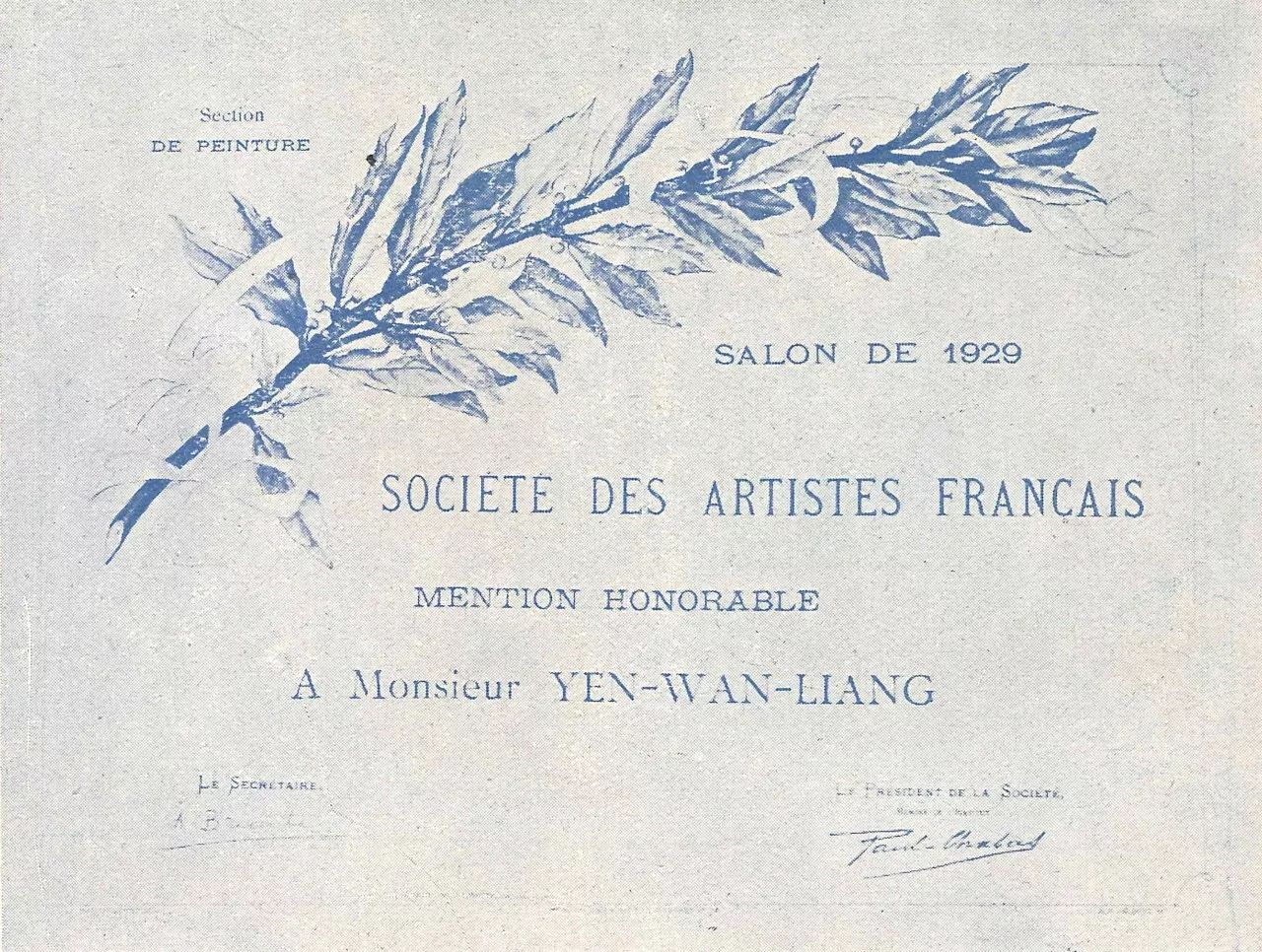
1929年法國春季沙龍授予顏文樑榮譽獎證書

顏文樑抵達巴黎後，手持徐悲鴻寫的介紹信和帶著粉畫《廚房》，拜訪了徐悲鴻當年的導師，著名畫家達仰·布凡爾脫。之後，帶著達仰·布凡爾脫的介紹信，顏文樑帶著《廚房》拜訪了皮埃爾·羅朗士，並終於進入了巴黎高等美術學校學習。
1929年，顏文樑以在法國留學前創作的粉筆畫《廚房》參加了1929年的法國春季沙龍展並獲獎。
1929年3月，顏文樑以國內帶去的色粉畫《廚房》、《畫室》及油畫《蘇州瑞光塔》參加了法國春季沙龍展，均被評選委員會選中參加展出，其中《廚房》更獲得評選委員會榮譽獎，由時任法國教育部長和美術部長頒授獎狀。在二十世紀初，中國畫家在法國獲如此殊榮，僅顏文樑一人而已。

1962年顏文樑與豐子愷、林風眠、賀天健、張充仁、張樂平觀摩交流畫作

1931年，顏文樑留法三年後重返姑蘇。為了發展蘇州美專，顏搜羅購買了大大小小的石膏像達四百六十餘件和一萬多冊美術書，千辛萬苦陸續運回蘇州。由朱士傑把它們整損修補，後來蘇州美專共有大小石膏像五百餘件。
1932年9月，顏文樑與徐悲鴻在南京舉行聯合畫展。
1933年，徐悲鸿應邀赴法國和蘇聯舉辦畫展，要出國一年多，便邀請顏文樑兼任中央大學美術系主任教職，每週三天在南京為中央大學學生講授素描及油畫課。
1934年6月，藝風社所組織之第一屆畫展、假座法租界愛麥虞限路中華學藝社，該畫展共含作品九百餘點，有汪亞塵、林文錚、徐悲鴻、顏文樑、汪亞塵、林風眠、潘玉良等作品。
抗戰時期，顏文樑輾轉從蘇州到上海，繼續開辦美術專科學校，並多次拒絕日軍讓他回蘇州復校的威逼利誘。抗戰勝利後，蘇州美專學校復校，顏文樑仍然擔任校長。
1949年以後顏文樑歷任中央美術學院華東分院副院長、浙江美術學院副院長和中國美術家協會理事等職。
1947年顏文樑與吴徵、張大千、吳湖帆等參與指導上海市美術館的籌建工作。
1957年，顏文樑編著《美術用透視學》，該書以十六萬字和五百多幅插圖成為當時中國整理和介紹西方透視理論最為詳細完整的書。
1950年代末，顏文樑应上海戏剧学院院长熊佛西邀请前往任教，是「上戏现象」的奠基人之一。

### 文化大革命
1966年5月，文化大革命爆發，顏文樑被浙江美術學院紅衛兵勒令回杭州受審，還被帶上「吸血鬼」的牌子進行批鬥。次年，顏文樑被釋放回上海。
在上海，顏文樑依然被紅衛兵與上海中國畫院院長豐子愷等人一道被批鬥。其後顏文樑再次被勒令回杭州接受「再教育」，被軟禁在一個空教室內，長達一年三個月之久，每天都被迫寫思想匯報，飽受屈辱和折磨。
文化大革命期間，顏文樑從法國運回的蘇州美專的石膏像被红卫兵以「破四旧」的名義全部砸光。原南京艺术学院教授張華清回憶：「文革以後我見到顏先生時，我說顏先生，告訴你一個不幸的消息，這些石膏運到南京去以後被红卫兵全給砸掉了，當時顏文樑先生流下了眼淚，那是無言的眼淚。」
為了保護其畫作遭清算，顏文樑將大批的畫作藏於學生家裡封閉式的兩堵牆內，文革過後一段時期，這批畫作才得以重見天日。
1979年，颜文樑、朱屺嶦、谷量、孔柏基四人在長風公園舉辧了聯展。
1988年5月1日，顏文樑在上海與世長辭，享年94歲。顏文樑的骨灰被家人歸葬於姑蘇七子山麓鳳凰公墓。

## 創辦蘇州美專

### 創校伊始

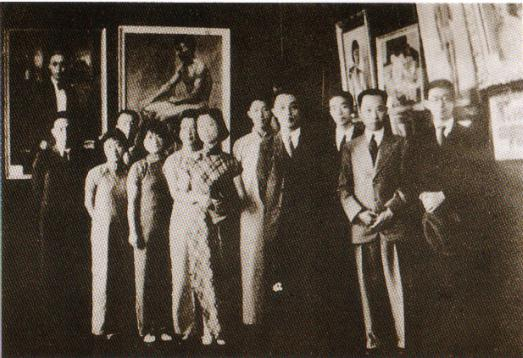
1935年顏文樑（前排右二）與胡粹中（前排右三）、黃覺寺（前排右一）及部分蘇州美術專科學校學生

1922年，顏文樑與朱士傑和胡粹中共同創建蘇州美術專科學校。那時顏文樑三十歲，而胡與朱則均是二十三歲的青年。除了他們三位之外，還請了一個文學教師金東雷。學校草創伊始，經費困難，教職員皆不取酬。 後來，蘇州美術專科學校由當地士紳出資，移至蘇州滄浪亭旁，門前一泓流水，環境優美。校舍是羅馬式建築，在古老的蘇州，觀感一新，氣象不凡。
師資優秀，俱為一時俊彥，教西畫如朱士傑、黃覺寺、胡粹中；中畫工筆禽鳥走獸蔡震淵，山水朱疇禹，人物顏元，後來有沈壽鵬任教。顏文樑也教油畫和透視學。徐悲鴻、孫伏園、鄭午昌、章太炎等都請去講過學。蘇州美專為中國培養了一批具有大作為的大畫家，美術家，學生遍佈海內外。 當時，顏文樑與朱、胡二人並稱「滄浪三傑」，并被學生暱稱為「眼烏珠」（顏、胡、朱的吳語諧音）。

### 中國現代美術的「玄奘取经」

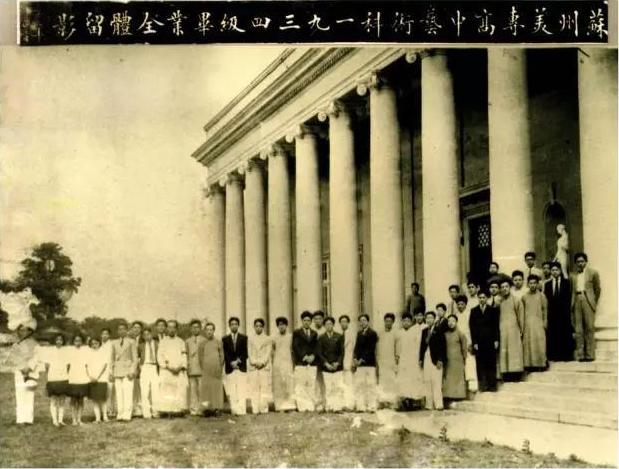
蘇州美專1934級畢業照

蘇州美專設有中西畫系，並附設實用藝術，各系設有研究生學位，以備畢業學生繼續深造。素描室置有大小石膏像百餘座，均由顏文樑親自向法國訂來，成為中國最引人稱道的美術學府。顏文樑多方奔走、請托交涉，以降低這批石膏像的海關捐稅。同時，顏文樑收集美術新舊書籍近4000餘册。颜文樑后来还从比利时运回二至四米，高的大型石膏像十一座。從此，不知有多少中國人受惠於他的那五百多具石膏像，從那裡了解了遙遠的文明。
黃覺寺在《顏文樑與蘇州美專》的回憶文章裡這樣寫道：「不二年，成批的大型木箱，一批批運到本國，運到學校，直到顏先生回國的那年，還陸續的運到。全部統計，大小模型，不下四百餘件。多數為名家雕刻的複本。其中如：《擲鐵餅》、《大衛頭像》、《奴隸》、《拔刺》、《小孩抱鵝》、《蹲著的維納斯》等等。還有專供教學用的人體解剖模型及馬體和各種馬體的動作及解剖。此外還有專門裝飾用的古希臘瓶及各種浮雕。可以說，所選購的模型，各方面都具備。這是顏先生苦心孤詣和堅強意志的結晶。顏文樑又將法國學生用的畫架、畫椅、畫箱等設備一一畫下圖樣，標上尺寸，回國後照圖紙複製成套畫具。」
一九三七年，日本軍隊侵入蘇州，蘇州美專被徵為日軍司令部，日本兵把那些石膏像當槍靶打。
一九六六年，紅衛兵橫掃四舊，將石膏陳列室悉數砸爛。

### 校刊《藝浪》
1933年，蘇州美專開始出版並排版影刷美專校刊《藝浪》，選刊教師和學生的作品及中外名畫。在此之前，學校曾出版《滄浪美》校刊三期。

### 合併為華東藝專
1952年，適逢蘇州美術專科學校建校三十週年，正當全校師生沉浸在校慶的喜悅之中時，全國高等院校進行院系調整，並根據中央政府文化部的決定，蘇州美術專科學校、上海美術專科學校與山東大學藝術系合併組建為華東藝術專科學校，校址設在無錫市。

## 藝術風格

#### 印象派的影響
縱觀顏文樑畢生創作，見其對油畫的深度研究及獨樹一幟的風格建立。如藝評家尚輝即認為顏文樑「是近現代中國少數深得印象派精髓，又蘊含以庫爾貝為代表的歐洲寫實主義素養的油畫家，在具體的藝術語言上都更接近中國畫家所具有的那種氣質與稟賦。這是顏文樑既區別於又相同於其他中國西畫先驅者地方。」
顏文樑曾說：「關於印象派，當時我不大喜歡，但自己不知不覺也受到了印象派的影響。印象派的色彩是不錯的。」在1939年發表的《近代法蘭西之藝術》一文中說：「但平心而論，大概每一種新興主義，除一二創立者有相當獨到處之外，後之續者，皆徒具形式」。印象派對色光藝術學課研究所取得的表現技巧對當時在法國留學的顏文樑不可能不有間接的影響，加之他在國內時已經對色彩科學甚有研究，當有殊途同歸的內在聯繫。美術理論家金冶教授在評論顏文樑油畫藝術時寫道：「不論是印象主義的莫奈還是寫實主義的顏文樑都不過是色彩上的寫實派。」

#### 寫意風格
費以復在1981年的文章中寫道：「他深知調子、透視的知識，所以在他的風景畫裡，樹木、房屋表現的層層疊疊。斑斑參差的陽光和陰影，朦朦皎潔的月光，以及燈光的閃照。每當我們欣賞他的風景畫時，總的覺得是寫實的，而且是細緻的。但你如果想照樣臨寫他的畫，一定會弄得死板單調，失去原來的精神。因為他雖然畫的細，卻不是工筆，而是小的意筆，你只能意會，但卻照臨不下來。譬如他的樹木，近看是一朵朵的各種綠色色塊，但在相當距離看起來，就覺得樹葉層層疊疊，葉子好像在飄動，鳥兒好像在裡面穿飛。又如近看是幾朵紅顏色，但遠望都是一叢叢花兒在迎風招展。在他的普陀寫生畫中，有一幅上面有一角海面，波濤洶湧，多麼細緻生動，但近看不過是向上拉毛的色點而已。他用筆是多麼粗簡，有時在相近的色彩上加上一條鋁筆線就把前後房屋等建築關係明確分出來。」
1982年，中國美術學院院長肖鋒在《上海美術通訊》 雜誌寫到:「顏先生的風景，工而不碎，寫而不滯，細而不亂。例如畫樹，近看只不過是一團團的色塊，但退後一看，就覺得葉叢層次豐富，猶如枝葉在浮動，令人陶醉」。

## 作品

### 粉彩畫
顏文樑在法國留學前創作出色粉筆畫《廚房》，並以此畫參加1929年法國春季沙龍展並榮獲榮譽獎。當代著名作家鐵凝在《遙遠的完美》一書中評價道：「這是中國粉畫史上的經典之作。畫家能夠自如的、得心應手的掌握西方繪畫的材料和技法，有效的、出人意料地表現純粹中國式的生活，這不僅在上世紀20年代顯得出類拔萃，即使在21世紀的今天，它仍然釋放著打不倒的魅力。」
 《廚房》是國家一級文物，現在由蘇州美術館收藏，並曾在1999和2000年兩度應邀赴日本、台灣展出。

### 油畫
1950年作的油畫《浦江夜航》及1954年的《深夜之市郊》被《美術》雜誌執行主編尚輝在《顏文樑研究》一書中稱譽為顏文樑的代表作。《浦江夜航》現為上海博物館收藏。
《楓橋夜泊》於1984年獲「第六届全國美術展覽」榮譽獎。《楓橋夜泊》以唐朝詩人張繼途徑蘇州寒山寺時寫下的一首詩：「月落烏啼霜滿天，江楓漁火對愁眠。姑蘇城外寒山寺，夜半歌聲到客船。」該畫勾畫了月落烏啼、霜天寒夜、江楓漁火、孤舟客子等景象，以古典寫實技法為主，也兼容法國印象派筆法。
《南湖》（1964）、《船廠之二》（1959）、《紅海》（1928）、《英國議院》（1929）和《重泊楓橋》（1980）由中國美術館收藏。 
在油畫《南湖》中，颜文樑用了印象派的風格，描繪了召开「中共一大」的南湖紅船。颜文樑為了《南湖》一作寫了一首題為《南湖旭日》的詩：「旭日東方照耀紅，煙迷雨濛盡消空，燎原火自星星始，革命洪流起湧中。」
《鴉舟》和《中山公園》現收藏於龍美術館。
《南湖旭日》（1964）和《夜月》（1950s）現藏於寶龍美術館。
《厨房》（1920）、《佛罗伦萨广场》（1930）、《北京人民大会堂》（1953）、《北京天坛》（1953）等作品收藏於蘇州美術館。
《祖國的脈搏》（1984）由中國美術學院收藏。
《祖國頌》、《海上行》及《閔行在建設中》由中華藝術宮收藏。
《凝香似玉》（～1940）由上海鴻美術館收藏。
《歡樂校園》 （1959）由華茂藝術教育博物館收藏。
《米蘭大寺》（1930）、《雪霽》（1950）、《浮圖迷蒙月光寒》（1960）、《百果豐收》（1964）、《瑞雪初晴》（1982）等作品被私人收藏家收藏。

### 著作
畫集：《顏文樑畫集》（1985年由上海美術出版社出版）、《油畫小輯》、《歐游小品》、《蘇杭風景》
文集／理論：
《美術用透視學》（1957年由上海人民美術出版社出版）、《色彩瑣談》（1978年由上海人民美術出版社出版）、《藝術教育今後之趨向》（1932年）、《樹的透視學》、《從生產教育推想到實用美術之必要 - 告本校實用美術科同學辭》

### 市場
《南湖旭日》（1964）於2020年在北京嘉德以2870萬人民幣拍出。
《鴉舟》（1982）於2010年西泠印社秋季藝術品拍賣會以近700萬人民幣拍出。
《夜月》（1950s）於2016年在香港佳士得以430萬港幣拍出。
值得一提的是，顏文樑的假畫問題十分嚴重，如2019年美國一家拍賣行上拍一幅聲稱為顏文樑贈與俞濱東少將的十開彩墨寫生冊，但實則為仿製印刷品。因此，市場一般會以早期的著錄或發表爲準。

### 文物保護
根據中華人民共和國國家文物局就公佈的《1949年後已故著名書畫家作品限制出境鑑定標準》，顏文樑的作品原則上不准出境大陸。中國大陸原則上不准出境的書畫家名單一共25人，包括高奇峰、于右任、豐子愷、吳作人等。

## 評價
- 畫家及文藝評論家陳丹青在《記顏文樑和他的蘇州美專》一文中寫到：「上世紀20年代，徐悲鴻出掌南京中央大學藝術系，林風眠任杭州藝專院長，劉海粟留法前創辦上海美專，顏文樑則回國後一手營建了蘇州美專。雖則同期前後另有幾所美術學校，但若是沒有這四位宗師，中國的現代美術，不可思議......劉海粟、林風眠，算是取了後印象派與野獸派一脈，與中國的文人畫餘緒略經攪拌，有所創發，後半生以中國畫工具作畫，幾乎放棄了油畫。徐悲鴻、顏文樑二位，則取19世紀歐洲經院傳統，給後世的傳遞研修，墊了底子。徐悲鴻的素描與造型，早有公論，顏先生側重探究西洋畫色彩譜系，就第一代留洋前輩的各所側重而看，他於歐人油畫色彩的理解，遵從，最為潛沉而專一。」
- 胡蘭成於1942年適逢顏文樑五十歲壽辰撰寫了《壽顏文樑先生》一文，其中寫道：「此後我有機會便看看顏先生的畫，驚嘆於他的歐遊小品的寫實功力，與其情調的明快，引起我眺望蘇州專校舍時的同樣感動。我不信沒有寫實功力的作品會有甚麼靈感，我看過一般蔑視寫實功力的天才們所表現的靈感，其實是淺薄的說理與玩弄新奇，這不能是藝術。這些人在顏先生之前不過是浮沫而已。顏先生所表現的明快的情調，在我是看作這時代最為寶貴的東西...... 和顏先生相對，你可以看出他不是一個英雄，一個超人，或者有古怪脾氣的長髮藝術家，你沒有感覺一點不安，一點威脅，他只是一個普通的人，一個為你所能瞭解的可以親近的人。但這正是顏先生的偉大...... 一個學術家比一打變馬戲的人更可貴，也比一打政客更可貴，中國現在文化遭了劫運，留有一枝勁草尚且是值得珍惜的，何況一枝大樹！敬祝顏先生健康！」[29]
- 中國美術家協會《美術》雜誌主編尚輝在《論第一代油畫家文化心理（4）中國油畫的本上意識》中寫道：「由仰慕科學而試製油畫顏料，追踪開啟文藝復興時代的焦點透視、統一光源，及至赴法旅歐接受庫爾貝寫實主義和莫奈、西斯萊、畢莎羅印象主義的洗禮，顏文樑步履蹣跚地走過了自十五世紀產生油畫到把這種油畫語言充分發揮出來的光色燦爛的印象主義畫派近四百年歐洲傳統繪畫的艱辛里程，他一直以東方人的理解方式去手摹心追歐洲繪畫的語言，時而非常接近，時而從容超脫」。[30]
- 「從一個封閉圈開始解體到多元的發展，就是我們稱之為現代繪畫史的開端，其中湧現了不少富有才華的超群出眾的藝術家和教育家，徐悲鴻、劉海粟、林風眠、顏文樑等一代風流的影響也是由此開始的。他們對現代繪畫發展有著舉足輕重的作用，他們的藝術實踐的意義是深遠的，這種意義不只是他們本身在給繪畫藝術上的建樹和貢獻，更主要的是他們開拓了一個新的藝術天地，啟發了無數後來者的探索精神。」(張少俠、李小山《中國現代繪畫史》[31])
- 盧鴻基在題於西子湖畔之苦瓜棚的《瑞龍吟》寫道：「顏夫子，九十過也期頤，手勤無已。仙椿中外同欽，色妍筆健，丘奇壑媚。請君記，吳越有滄浪，更有西湖水。還添異域風光，火膏繼晷，培桃有李。煙雨頻年辛苦，尋幽探隱，歸趨如實，師法自然心源，方見真美。《廚房》、《肉店》充滿閭閻氣。這才叫當今畫史，丹青神理。的是人文瑞。當年取譽巴黎遠邇，真可朝朝醉。欣此際，春回東風吹起，縱橫奧論，啟人覃思。」
- 顏文樑對中國美術史的貢獻可以總結為全力引進西方油畫，傾其一生精力研究西方油畫，在透視、色彩和其他油畫技法的研究上取得重要之成就，並且賦西方油畫以中國之神韻，把西方的寫實手法與中國的民族精神和文化結合起來。在中國近代油畫家中，能夠深得印象派精髓而蘊含歐洲寫實藝術素質的，顏文樑可以說是第一人。[32] 早在1934年的《美術生活》第8期介紹如下：「顏文樑，吳縣人。在歐洲研究繪畫多年，今任蘇州美專校長。擅長寫實，用筆飾色，微妙微俏，堪稱我國近代洋畫界之獨步」。
- 「他從不跟著別人跑，他全部的優勢和缺陷都是自己的。對比於同時期那些更長於理性的判斷和作為的畫家教育家，顏文樑無疑更多具備情感上的真誠與感受上的敏銳。」（王晨 《傳道、授業、解惑也——紀念顏文樑及蘇州美专》）

## 研究與紀念
1982年由中國美術學院副教授林文霞整理、北京學林出版社出版的《顏文樑·現代藝術家，畫論、作品、生平》，是有關顏文樑的全面、系統的文獻總匯，該書于1996年精裝再版。

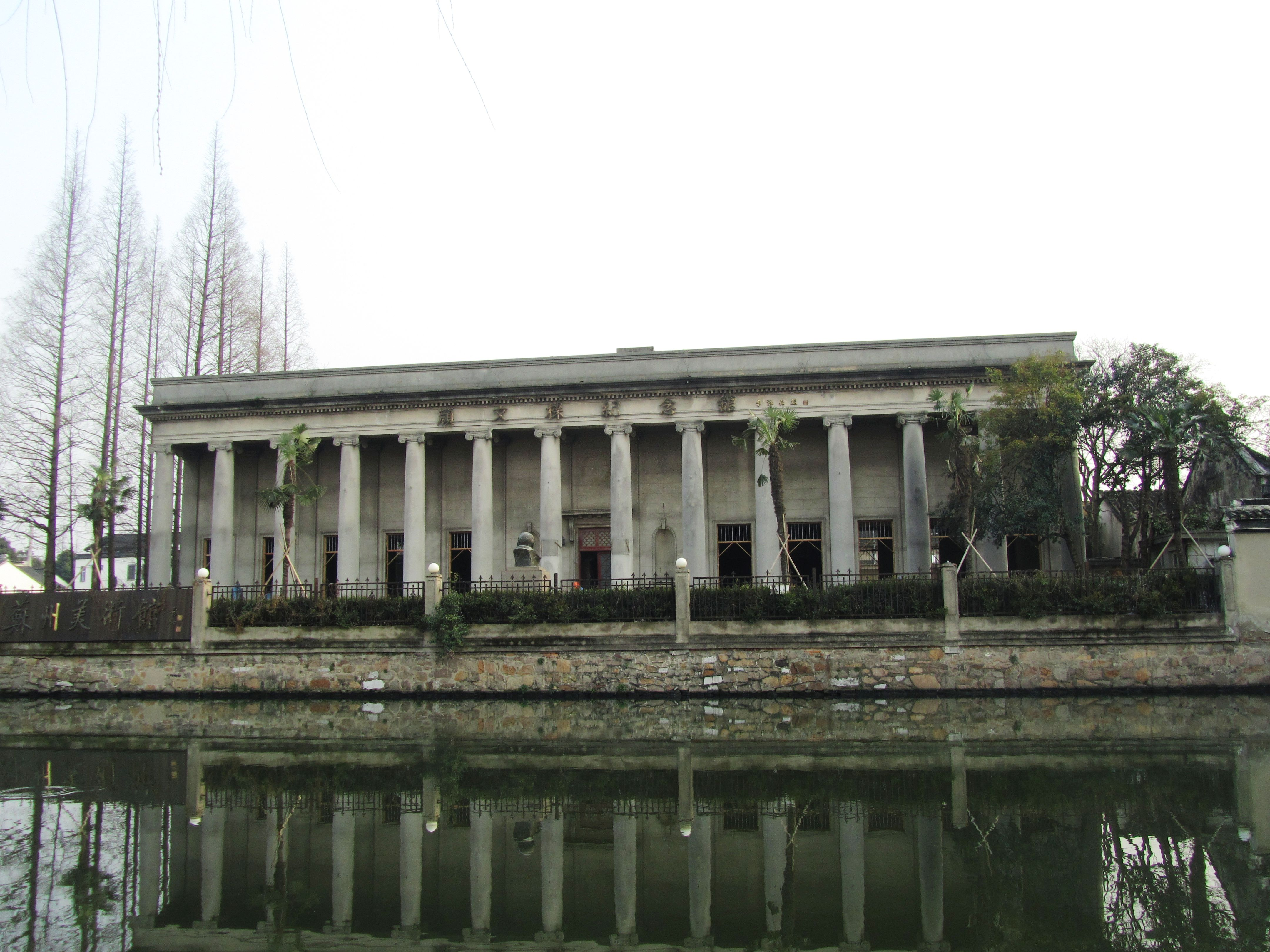
顏文樑紀念館

1993年由尚輝撰寫、江蘇美術出版社出版的《顏文樑研究》全面而系統地研究了顏文樑的生平、藝術創作和藝術思想，在風格分期、美術教育、創作影響等方面進行了深入闡述，還附有272件顏文樑的水彩與油畫作品。
2017年，中國美術學院、蘇州市公共文化中心主辦《蘇州美術館建館九十週年—顏文樑文獻展》，以「巴黎之光」、「中西融合」、「西風東漸」、「滄浪璀璨」等4個章節，展出近二百餘件文獻和實物資料以及四十餘件顏文樑先生和蘇州美專師生作品，最大規模完整展示顏文樑先生生平和成就。
顏文樑先生過世以後，在青少年時期受到過晚年定居上海的顏文樑影響的陳逸飛和陳丹青都表達了同樣深情的追思，分別寫了《一位老人、學者和前輩》和《顏文樑》的懷念文章。
史學家、傳記作家關國煊在台灣《傳記文學》月刊62卷3期《民國人物小傳》集中發表了《顏文樑小傳》。
作家陳丹燕在1988年的作品《上海的風花雪月》發表了「顏文樑的客廳」一文，在顏文樑住过的老房子裡，遙想其人生往事。
1984年，钱家骏与钱延康撰写了《颜文梁的教育思想和教育事业》，刊登于《美术教育》第2期，并于1982年10月撰写《颜文梁的教育思想和教育事业》，刊登于《上海美术通讯》第15期。

## 軼事
據説，顏文樑上海公寓的大門，對於任何來訪者，哪怕是素未謀面，永遠是敞開的。他總是拿一個本子，一枝老式蘸水筆，請來客簽名。然後，喝茶，搬出自己製作的木箱，一張張地取出作品，給客人看。告別時，一定要將客人送至門口；揮手，直至看不見才返身回屋。
在顏文樑80高齡時與顏文樑相識的錢伯城，曾回憶顏文樑的待客之道：「我認識他的時候，他雖然身體、精神還很健旺，但步履已頗艱難，即使在家裡也只能一步步地挪動行走，然而他卻一定要吃力地挪動著腳步，把客人送到門口，並且看到客人轉彎不見，方才進屋。他這個規矩，前後始終如一，不是看人的地位而有區別，也不是隨著環境順逆的不同而有變化。」 顏文樑德行為人所稱道，他於1952年底出任中央美術學院華東分院副院長時，因德高望重，被尊稱為「顏老夫子」。
在顏文樑二十三歲時，母親去世，母親在去世的前一天，曾給了他一個蘋果，母親去世以後，他便收藏起那隻蘋果，當成是對母親的紀念。此後，在蘇州教書，到上海學畫，去法國三年，再在大戰中避難上海，戰後回到蘇州，一九四九年以後留居上海，去杭州教書，直到他一九八八年去世，那隻一九一五年母親給的蘋果日久成灰，他一直帶在身邊，供在家裡，不曾丟棄。
在蘇州美專時，有一次一個女學生畢業前偷了人家五元錢，被查出來了。有的老師主張要開除她。顏文樑把那個女學生找來，知道她平時為人大方，並不在意錢，這次是沒有回家的路費了。他拿出五元錢來給了女學生，然後為她隱瞞下來，叫被偷的人也不聲張，使她按期得以畢業。顏文樑在上海時，家裡也收留幾個學生，尢玉淇就是其中之一。
蘇州美專避難上海時，顏文樑為籌措經費，日夜趕畫，常為人畫肖像，以此來補貼學校經費。友人勸顏文樑，不必認真，可隨意塗抹，購畫者不重藝術，只重「顏文樑」三字署名，但顏文樑不依，寧肯生活日艱，不肯屈就了藝術，白天忙於教學，夜間作畫。

## 著名學生
顏文樑的學生及追隨者包括董希文、馮法祀、羅爾純、张树汶、陈徵、顏梅華、俞雲階、陳鈞德、莫朴、賀友直、馮其庸、李宗津、朱曜奎、顧維群、陸永安、楊祖述、費以復、张功慤、趙宗藻、馮一鳴、徐永祥、朱穎人、吳勞、舒傳熹、張世筒、錢家俊、楊之光、魯沉、陆国英、雷震、朱懷新、徐纯中、施福國、尢玉淇、吳亦生、朱寒汀、田纬钤、陆传纹等。
在近八十年的從藝生涯中，顏文樑育人無數，其晚年弟子陳逸飛就曾經回憶「我就是帶著（顏老師的）講義步入學校附中和大學的」，堪稱德藝雙馨的畫壇泰斗。